# Marlain
Marlain Angelidou (Μαρλέν Αγγελίδου), née Marlen Angelidi (Μαρλέν Αγγελίδη) le 6 septembre 1978 à Athènes, est une chanteuse et actrice grecque.
Marlain Angelidou a la triple nationalité : grecque, chypriote et britannique.
Elle est principalement connue pour avoir été membre du groupe Hi-5 ainsi que pour avoir représenté Chypre en 1999 au Concours Eurovision de la chanson avec le titre Θά 'ναι έρωτας ("Ce Sera l'Amour") où elle finit avant-dernière. En 2008, elle prend de nouveau part à la finale nationale chypriote, avec une chanson pop-américaine intitulée "Rejection". 

## Enfance et adolescence
Marlain Angelidou est née à Athènes en Grèce, d'un père chypriote grec, et d'une mère d'origine écossaise. Marlain passe son enfance et une partie de son adolescence aux quatre coins du monde. Elle a cinq ans lorsqu'elle et sa famille partent vivre au Venezuela. Ils s'installent ensuite en Belgique, puis retournent à Chypre où Marlain passe toute son adolescence. Elle réside maintenant à Athènes.
En 1998, Marlain obtient une licence de Biochimie et de Management au Collège Impérial de Londres ainsi qu'un honorable contrat de travail. Cependant, elle décide de partir à Boston afin d'y étudier la musique et le théâtre. En 1999, elle obtient un diplôme de la prestigieuse Royal Academy of Music de Londres.

## Carrière
Pendant ses études, elle commence à faire ses premières apparitions dans le monde de la musique. Elle participe activement à la comédie musicale Pygmalion, l'Histoire Vraie (Aphrodite/Galatea) avec comme partenaire le comédien Peter Polycarpou.  On la choisit également parmi 5000 adolescentes pour participer à la comédie musicale Annie lors du festival d'Edimbourg : elle y tient le rôle de Miss Hannigan.
Sa carrière professionnelle débute en 1999 lors de sa participation à la comédie musicale Lautrec de Charles Aznavour. Durant les années 2000-2002, elle participe de nouveau à de nombreuses comédies musicales telles que Hair, Elegie, La Vida Loca, Legends of Swing ainsi que Flower Power Musical Story. Elle a l'occasion de chanter en solo devant 11 000 personnes à la Scala de Milan lors du Broadway Musical Gala. 
Fin 2002, elle finit finaliste d'une compétition organisée à Cardiff par la radio anglaise BBC 2 intitulée Voice of Musical Theatre Competition.
Durant l'année 2003, elle s'inscrit et gagne au casting grec de Pop Stars où elle finit par former avec les quatre autres meilleures artistes le groupe Hi-5. Ce groupe connaît un succès sans précédent. À noter que c'est la première fois sur la scène musicale grecque qu'un groupe musical est ainsi créé.